# Frank Dillane
Frank Stephenson Dillane (ur. 21 kwietnia 1991 w Londynie) – brytyjski aktor filmowy i telewizyjny. Znany jest między innymi z roli nastoletniego Voldemorta w filmie Harry Potter i Książę Półkrwi, Nicka Clarka w serialu Fear the Walking Dead, a także Henry’ego Coffina w filmie W samym sercu morza.
Jest synem aktorów Stephena Dillane’a i Naomi Wirthner.

## Wybrana filmografia

### Filmy
- 1997: Aleja snajperów – Christopher Henderson
- 2009: Harry Potter i Książę Półkrwi – 15-letni Tom Riddle
- 2012: Papadopoulos & Sons – James Papadopoulos
- 2015: W samym sercu morza – Henry Coffin
- 2018: Astral – Alex Harmann
- 2019: How to Build a Girl – Tony Rich
- 2020: Viena and the Fantomes – Keyes

### Seriale
- 2015: Sense8 – Shugs
- 2015–2018: Fear the Walking Dead – Nick Clark
- 2016: Fear the Walking Dead: Flight 462 – Nick Clark